# Rio Cacheu

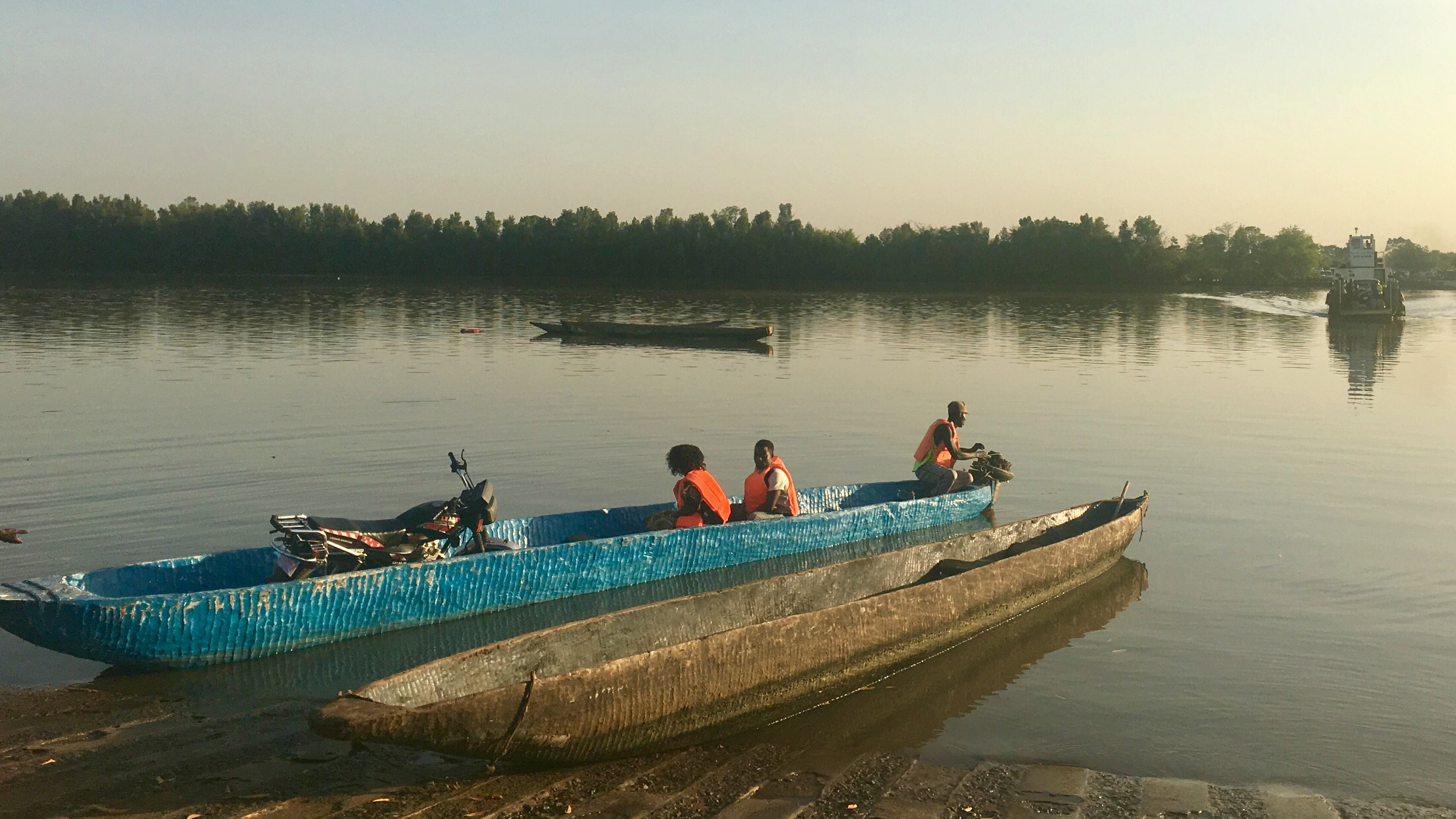
Rio Cacheu

O rio Cacheu ou Farim, inicialmente designado por Rio de São Domingos, é um dos mais extensos rios da Guiné-Bissau. Nasce perto da fronteira norte da Guiné-Bissau com o Senegal, a norte de Contuboel, atravessando de leste para oeste as regiões de Bafatá, Oio e, finalmente, Cacheu, onde se encontra com o Oceano Atlântico num estuário.
É um rio de planície, de águas vagarosas e de grande caudal na época das chuvas. É navegável a grandes navios (2000 toneladas) em cerca de 97 km, o que faz dele uma importante via comercial para o interior da Guiné-Bissau. É navegável para embarcações mais pequenas até cerca de 200 quilómetros da foz, até Farim.
Durante a Guerra Colonial Portuguesa, o Rio Cacheu foi palco de diversas operações militares.
Em 2000, grande parte do estuário do rio foi integrado no Parque Natural dos Tarrafes do Rio Cacheu , abrangendo uma superfície total de 88.615 ha, dos quais 68% apresentam uma cobertura de mangal (tarrafes) que faz parte daquele que é considerado como sendo o maior bloco de mangal contínuo da África Ocidental.
Os vastos mangais acolhem um grande número de aves migratórias que invernam no parque. Entre os mamíferos, salientam-se os golfinhos Tursiops truncatus e Sousa teuszii, os hipopótamos Hippopotamus amphibius, os manatins Trichechus senegalensis, as gazelas-pintadas Tragelaphus scriptus e os macacos-verdes Cercopithecus aethiops. Entre os répteis destacam-se os crocodilos Crocodylus niloticus e C. tetraspis.